# Список прозвищ, используемых Джорджем Бушем
Американский президент Джордж Буш — младший часто использовал прозвища для обращения к журналистам, дружественным политикам и членам Белого дома. Возможно, склонность Буша одаривать кличками разных людей происходит от его увлечений Skull & Bones, Йельского университета, где в секретных обществах каждый получал прозвище. Прозвище Буша было «Временный» («Temporary»), потому что он не отличался постоянством.
Склонность Буша к прозвищам часто отмечалась в сатире, включая The New York Times и Doonesbury.
Он использует следующие прозвища:

## Себя
- Дабья (Dubya), произошло от техасского произношения буквы «W»
- 43

## Семья
- Попи (Poppy), 41, «старик» (Old Man) — Джордж Буш — старший[3]
- Буши (Bushie) — Лора Буш[4]

## Иностранные лидеры
- Пути-Пут (Pootie-Poot) Страусиные Ножки — Владимир Путин[5][6]
- Дино (Dino — сокращение от динозавр) — Жан Кретьен, Премьер-министр Канады[7]
- Стив (Steve) — Стивен Харпер, Премьер-министр Канады[8]
- Бэндэр Буш (Bandar Bush) — Бандар ибн Султан Аль Сауд, посол Саудовской Аравии в США[9]
- Разгром (Landslide) — Тони Блэр, Премьер-министр Великобритании[10]
- Железный человек (Iron Man) — Джон Говард, Премьер-министр Австралии[11]